# Parc d'État de Cherry Springs
Le parc d'État de Cherry Springs (Cherry Springs State Park) est un parc d'État de la Pennsylvanie, aux États-Unis.
D'une superficie de 43 hectares, ce parc a été créé à partir de terrains de la forêt d'État de Susquehannock, et se trouve dans le comté de Potter. Cherry Springs tire son nom des cerisiers tardifs (Black Cherry) du parc.
Réserve de ciel étoilé, ce parc est très populaire chez les astronomes amateurs pour sa faible pollution lumineuse qui rend l'observation du ciel plus aisée.

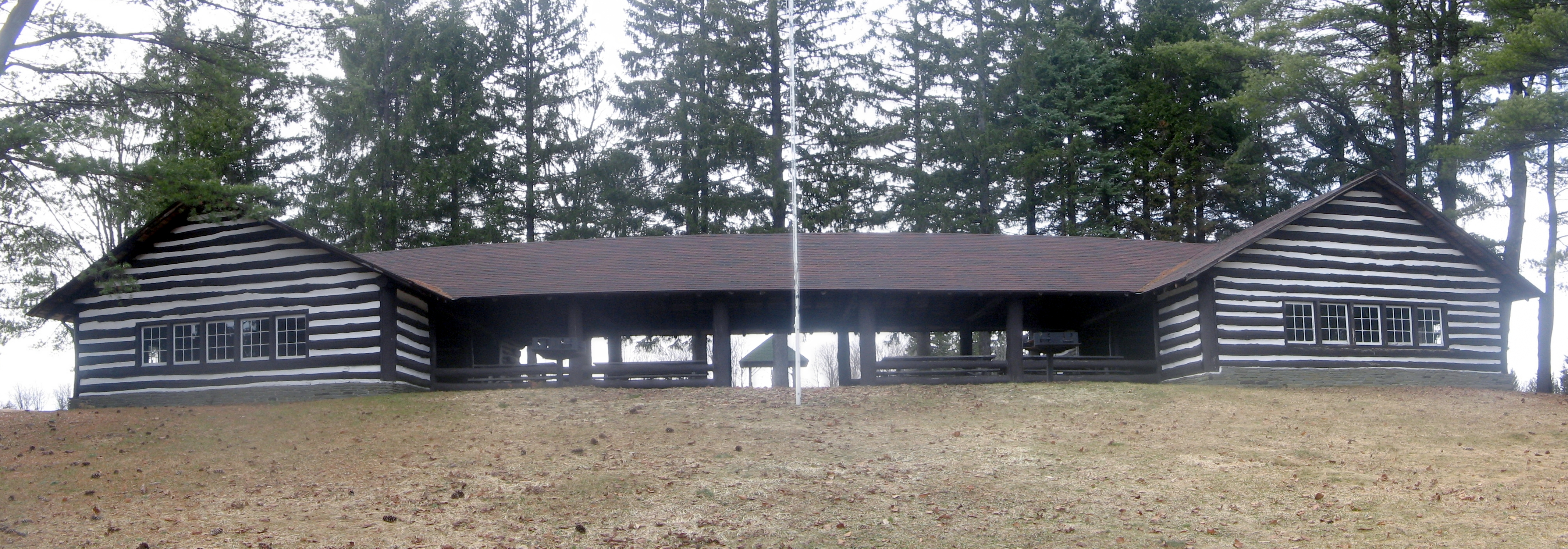
Cherry Springs Picnic Pavilion.

## Sources
- (en) Cet article est partiellement ou en totalité issu de l’article de Wikipédia en anglais intitulé « Cherry Springs State Park » (voir la liste des auteurs).